# Smilin' Through (1941)
Smilin' Through is een Amerikaanse muziekfilm uit 1941 onder regie van Frank Borzage. Destijds werd de film in Nederland uitgebracht onder de titel Met 'n lied naar 't geluk.

## Verhaal
De vrouw van John Carteret is vermoord tijdens hun bruiloft. Hij besluit te zorgen voor Kathleen, het vijf jaar oude nichtje van zijn vrouw. Jaren later blijkt zij als twee druppels water op de vrouw van John te lijken. Ze wordt bovendien verliefd op de zoon van de moordenaar van Johns vrouw.

## Rolverdeling
| Acteur             | Personage                 |
| ------------------ | ------------------------- |
| Jeanette MacDonald | Kathleen / Moonyean Clare |
| Brian Aherne       | John Carteret             |
| Gene Raymond       | Ken Wayne / Jerry Wayne   |
| Ian Hunter         | Owen Harding              |
| Frances Robinson   | Ellen                     |
| Patrick O'Moore    | Willie                    |
| Eric Lonsdale      | Charles                   |
| Jackie Horner      | Kathleen (als kind)       |
| David Clyde        | Koster                    |
| Frances Carson     | Douairière                |
| Ruth Rickaby       | Vrouw                     |